# Aurora (South Dakota)
Aurora is een plaats (town) in de Amerikaanse staat South Dakota, en valt bestuurlijk gezien onder Brookings County.

## Demografie
Bij de volkstelling in 2000 werd het aantal inwoners vastgesteld op 500.
In 2006 is het aantal inwoners door het United States Census Bureau geschat op 455, een daling van 45 (-9,0%).

## Geografie
Volgens het United States Census Bureau beslaat de plaats een oppervlakte van
1,2 km², geheel bestaande uit land. Aurora ligt op ongeveer 515 m boven zeeniveau.

## Plaatsen in de nabije omgeving
De onderstaande figuur toont nabijgelegen plaatsen in een straal van 20 km rond Aurora.